# Comuna Ghindeni, Dolj
Ghindeni este o comună în județul Dolj, Oltenia, România, formată numai din satul de reședință cu același nume.

## Așezare geografică
Comuna Ghindeni este situată la aproximativ 17 KM de municipiul Craiova cu acces din DN 55 Craiova-Bechet cât și din DN 6 Craiova-Caracal. Localitatea este înconjurată de păduri și are în apropiere lacul Lala. Această zestre naturală îi conferă un veritabil aer turistic.

## Atestare istorică
Satul apare pentru prima dată menționat într-un hrisov din 7 noiembrie 1587(7096) prin care Mihnea Turcitul l întărește dregătorul Armega dreptul de stăpânire asupra mai multor moșii, printre care la Ghindeni si la Coșoveni, delimitându-le totodată hotarele la Lumas si Jiu. .La Ghindeni au fost descoperiți doi folles, monede emise în perioada lui Justinus I, la Constantinopol, între anii 518-522.

## Economia locală
În anul 1912 în sat erau o bancă populară "Unirea Principatelor", obște de arendare, moară pe benzină, conac de moșie, o cârciumă.
În prezent, principalele activități desfășurate în zonă sunt de natură agricolă. Localitatea oferă largi oportunități de investiții în industria ușoară sau agro-turism.

## Demografie
Componența etnică a comunei Ghindeni
     Români (87,68%)
     Alte etnii (0,22%)
     Necunoscută (12,1%)
Componența confesională a comunei Ghindeni
     Ortodocși (85,51%)
     Alte religii (1,14%)
     Necunoscută (13,35%)
Conform recensământului efectuat în 2021, populația comunei Ghindeni se ridică la 1.843 de locuitori, în scădere față de recensământul anterior din 2011, când fuseseră înregistrați 1.936 de locuitori. Majoritatea locuitorilor sunt români (87,68%), iar pentru 12,1% nu se cunoaște apartenența etnică. Din punct de vedere confesional, majoritatea locuitorilor sunt ortodocși (85,51%), iar pentru 13,35% nu se cunoaște apartenența confesională.

## Politică și administrație
Comuna Ghindeni este administrată de un primar și un consiliu local compus din 11 consilieri. Primarul, Florentin Rădulescu[*], de la Partidul Social Democrat, este în funcție din 2016. Începând cu alegerile locale din 2024, consiliul local are următoarea componență pe partide politice:
|  | Partid                          | Consilieri | Componența Consiliului | Componența Consiliului | Componența Consiliului |
|  | ------------------------------- | ---------- | ---------------------- | ---------------------- | ---------------------- |
|  | Partidul Național Liberal       | 3          |                        |                        |                        |
|  | Partidul Social Democrat        | 3          |                        |                        |                        |
|  | Forța Dreptei                   | 3          |                        |                        |                        |
|  | Alianța pentru Unirea Românilor | 1          |                        |                        |                        |
|  | Uniunea Salvați România         | 1          |                        |                        |                        |